# Cueva de los Arrieros
La cueva de los Arrieros es un abrigo con representaciones rupestres localizado en el término municipal de Los Barrios, provincia de Cádiz (España). Pertenece al conjunto de yacimientos rupestres denominado Arte sureño, muy relacionado con el arte rupestre del arco mediterráneo de la península ibérica.
Este abrigo fue localizado por el arqueólogo francés Henri Breuil en su obra de 1929 Rock paintings of Southern Andalusia. A description of a neolithic and copper age Art Group junto al Valle de Jata y abierto al sur. El historiador alemán Uwe Topper localizó la cueva en 1975 y realizó calcos de las pinturas. Estas pinturas, de poco interés en relación con otras de la zona, constan en tres pequeños grupos de flechas y líneas de color rojo muy claro.
.